# Olof Brulin
Olof Sandy Gunnar Brulin, född den 13 april 1918 i Stockholm, död där den 9 september 2000, var en svensk fysiker. Han var son till Herman Brulin.
Brulin promoverades till filosofie doktor och blev docent i mekanik och matematisk fysik vid Stockholms högskola 1949. Han var biträdande lärare där 1945–1952, lektor vid Wallin-Åhlinska gymnasiet 1952–1957 och vid Statens normalskola 1957–1960. Brulin blev universitetslektor vid Kungliga Tekniska högskolan 1960, laborator i mekanik där 1961, biträdande professor 1969, professor 1979 och emeritus 1984. Han publicerade On the Meson Pair Theory of Nuclear Forces (doktorsavhandling, 1949) samt skrifter i kärnkrafts-, relativitets- och fältteori samt kontinuummekanik, bland annat mikropolära medier. Brulin redigerade (tillsammans med Richard Kin Tchang Hsieh) Continuum Models of Discrete Systems 4, Mechanics of Micropolar Media o New Problems in Mechanics of Continua. Han vilar på Råcksta begravningsplats.